# Cefaloglicin
Cefaloglicin INN je cefalosporinski antibiotik prve generacije.

## Spoljašnje veze
|  | Molimo Vas, obratite pažnju na važno upozorenje u vezi sa temama iz oblasti medicine (zdravlja). |